# Het Roessingh
Revalidatiecentrum  Roessingh is gespecialiseerd in revalidatiekundige behandeling en zorg. Roessingh heeft behandelprogramma’s voor allerlei diagnosegroepen, van licht tot zwaar, zichtbaar en onzichtbaar. Zowel volwassenen als kinderen kunnen bij Roessingh klinisch en poliklinisch behandeld worden. De grootste groep revalidanten in ons revalidatiecentrum heeft de diagnose CVA (beroerte). Bijzonder zijn de revalidatiebehandelingen voor pijn, hoge dwarslaesie en klinische revalidatie voor kinderen.
Roessingh is gevestigd in Enschede. Op het terrein van het revalidatiecentrum staan meerdere gebouwen, waaronder een School, een Manege en een wetenschappelijk onderzoeksinstelling (RRD).

## Historie
In 1946, direct na de Tweede Wereldoorlog, begon het toenmalige Districtsbureau Verzorging Oorlogsslachtoffers met revalidatiewerk. Ze hadden werk aan mensen met ernstig lichamelijk letsel, waaronder veel mensen met amputaties. Voor het verstrekken en het leren gebruiken van een prothese werd er een loopschool opgericht. Hieruit bleek dat de groep die daar gebruik van maakte meer begeleiding nodig had, onder andere op psychosociaal gebied.
Het in 1948 opgerichte revalidatiecentrum was gehuisvest in een oude villa aan de Hengelosestraat in Enschede. De drie medewerkers die in 1946 met het centrum begonnen bevonden tijdens het revalidatiewerk vele problemen. Zo waren er geen liften in de villa, waardoor de patiënten 's ochtends van de slaapzaal op de eerste verdieping naar de therapiezaal op de begane grond gedragen moesten worden. Tijdens verbouwingen werden er meer delen van het centrum op de begane grond toegevoegd.
Door de verbeteringen binnen het revalidatiecentrum, revalideerden er steeds meer mensen in Enschede. Daarom werd er in 1964 wegens ruimtegebrek landgoed Roessingh aangekocht.
Op dit landgoed stond de villa van textielfabrikant Jan Herman van Heek. In deze villa op het landgoed werd de kinderafdeling van het revalidatiecentrum ondergebracht.
Begin jaren 70 werd er op het Roessinghterrein een nieuwe kinderafdeling gebouwd. In 1973 volgde ook de verhuizing van de volwassenenrevalidatie naar het landgoed. De volwassenenrevalidatie en andere afdelingen werden samen ondergebracht in een geheel nieuw complex op het Roessinghterrein. De officiële opening van Roessingh was op 28 mei 1974 en werd verricht door, toen nog, prinses Beatrix.
In 2004 was een grote verbouwing die vier jaar in beslag nam klaar. Het hele centrum werd gerenoveerd en aangepast aan de wensen van tegenwoordig. Snel daarna werd begonnen met de verbouwing van de Kinder- en Jongerenkliniek ("Averbeek") en de Pijnkliniek op Roessingh. In 2007 werd de verbouwing afgerond en het gebouw feestelijk geopend.

## Revalidatie
Bij revalidatiecentrum Roessingh wordt op verschillende manieren gerevalideerd. Er is een afdeling voor de volwassenen, voor de kinderen en voor mensen met pijn. In de kliniek voor volwassenen zijn 106 bedden aanwezig, in de kliniek voor kinderen zijn er 14 bedden aanwezig en in de pijnkliniek 28 bedden. Wekelijks komen er ongeveer 350 kinderen en 500 volwassen voor een behandeling of controle bij Roessingh.

### Volwassenenrevalidatie
Bij Roessingh revalideren behalve kinderen ook volwassenen. Revaliderende volwassenen wordt geleerd hoe ze zichzelf met de handicap kunnen verzorgen en diverse dagelijkse activiteiten kunnen uitvoeren. Er wordt onder andere gekeken en geadviseerd of er hulpmiddelen of voorzieningen nodig zijn, die dan vanuit de RDG en de RRT worden geleverd.
Bij Roessingh zijn wat betreft de revalidatie twee mogelijkheden. Er is een polikliniek en een kliniek voor volwassenen. Nadat de revalidatiearts een prognose heeft gesteld, wordt er gekeken of de revalidatie op diverse dagen plaats kan vinden. Dit gebeurt dan in de polikliniek. Als dat niet het geval kan de volwassen patiënt een gehele week wordt opgenomen in de kliniek. De mogelijke opnameafdelingen zijn Dwarslaesie en MS en Amputatie en Orthopedie.
Als er na de revalidatieperiode nog pijnklachten zijn, kan een patiënt voor pijnrevalidatie in aanmerking komen.

### Kinderrevalidatie
Roessingh is naast de volwassenenrevalidatie ook gespecialiseerd in kinderrevalidatie. Hierbij worden de mogelijkheden van het kind maximaal benut. De ouders worden hier ook veel bij betrokken. De kinderrevalidatie op Roessingh is ingedeeld in verschillende afdelingen. Dit zijn algemene behandelteams (voor verschillende diagnosen) en gespecialiseerde behandelteams (bijvoorbeeld het spina bifida-team).
Op de polikliniek wordt in een groot team aan de revalidatie van het kind gewerkt. In dit team zit revalidatiearts, een maatschappelijk werker, fysiotherapeut en meer. Met dit team wordt een revalidatieprogramma voor het kind opgezet.
De Kinder- en Jongerenkliniek van Roessingh is gespecialiseerd in het behandelen van problemen op het gebied van houding en beweging. In de kliniek is een afdeling voor somatische revalidatie (somatisch komt van het Oudgriekse woord σῶμα, sōma dat lichaam betekent) en een afdeling voor sociale revalidatie.
Op de afdeling somatische revalidatie wordt medische en verpleegkundige zorg aan kinderen/jongeren geleverd. Dit is voor 0 tot 20-jarigen met diverse problemen. Op de afdeling sociale revalidatie wordt jongeren van 12 tot en met 20 jaar geleerd om te gaan met hun beperkingen. Ook wordt aan hen geleerd hoe ze zo zelfstandig mogelijk kunnen leven.
Kinderen kunnen in combinatie met de revalidatie onderwijs volgen bij het revalidatiecentrum. Meer hierover bij het deel 
 Onderwijscentrum Roessingh

### Pijnrevalidatie
Ook kan er op Roessingh een revalidatie volgen tegen pijn. Bij mensen met onder andere chronische rug-, nek- en schouderklachten wordt geprobeerd om zo veel mogelijk klachten weg te nemen, of ermee te leren leven.
Ook hier zijn weer de polikliniek en de pijnkliniek aanwezig. Daarnaast is er ook het innovatiecentrum. Bij de polikliniek volgt de patiënt enkele dagen per week een soort van cursus, afgewisseld met individuele begeleiding. Op de pijnkliniek zijn er twee programma's. Een 3 en 5 dagen programma. Bij het ene gaat de patiënt 8 weken lang 3 dagen revalideren op Roessingh. Bij het ander is dat 14 weken 5 dagen lang. Deze programma's zijn zowel individueel als groepsgewijs.
Het door de Minister van VWS aangewezen innovatiecentrum van Roessingh is onderdeel van de RRD. Het doel van dit centrum is diverse nieuwe hulpmiddelen voor bevordering en ondersteuning van de revalidatie uit te testen en uit te geven aan revaliderende patiënt.

## Stichting revalidatiecentrum Roessingh
De stichting Roessingh, die geleid wordt door dhr. P. Windt, levert naast revalidatie ook nog een aantal andere diensten. Dit zijn diensten op het gebied van aanpassingen, hulpmiddelen en onderzoeken.

### Roessingh Research and Development (RRD)
Roessingh Research and Development is opgericht in 1991. Roessingh Research and Development (RRD) is het grootste wetenschappelijk onderzoeksinstituut voor revalidatietechnologie in Nederland en een onafhankelijk onderdeel van Roessingh in Enschede. RRD is internationaal erkend als kennisinstituut op het gebied van revalidatietechnologie en telemedicine.
RRD werkt nauw samen met de Universiteit Twente, waar RRD vier leerstoelen heeft:
- Neuromuscular control and telemedicine;
- Technology supported cognitive training for rehabilitation;
- Revalidatiegeneeskunde en -technologie;
- Diagnostiek en behandeling van chronische pijn en vermoeidheid.

### Roessingh Revalidatie Techniek (RRT)
Roessingh Revalidatie Techniek (RRT) is een bedrijfsonderdeel van Roessingh en is een erkend leverancier en producent van orthopedische hulpmiddelen en revalidatieartikelen. RRT vervaardigt en verstrekt:
- Prothese;
- Orthesen;
- Orthopedisch schoeisel;
- Therapeutische elastische kousen;
- Mammacare-producten.

### Roessingh Diensten Groep (RDG)
De rdgKompagne is een bedrijfsonderdeel van Roessingh en is al jarenlang marktleider in Nederland als het gaat om oogbesturing voor mensen met handicaps. rdgKompagne is de grootste leverancier in Nederland op het gebied van:
Communicatiehulpmiddelen;
Aangepaste bedieningen;
Pc- en werkplekaanpassingen;
Omgevingsbesturing;
Planningshulpmiddelen;
Spelmaterialen voor mensen met een handicap.

### Innovatiecentrum
Het doel van Innovatiecentrum Roessingh is om de resultaten van onderzoek en ontwikkeling, die onder andere door de RRD gevonden wordt, toe te passen binnen de revalidatiezorg. De centra zijn dan ook onderdeel van de RRD. Op 1 januari 2004 kreeg Roessingh van het Ministerie van VWS de erkenning dat het een topreferent Innovatiecentrum voor Revalidatietechnologie is. In de Innovatiecentra wordt gekeken hoe betere diagnoses kunnen worden gesteld. Uit de diagnose komt een bepaalde ziekte of beperking naar voren. Dit heet de Functie gerichte diagnostiek. Met deze kennis wordt met de Functie herstel technologie geprobeerd de ziekte of beperking te herstellen of te proberen de gevolgen van het functieverlies te compenseren.
Naast het innovatiecentrum voor revalidatietechnieken is er ook een innovatiecentrum voor pijnrevalidatie. In het innovatiecentrum wordt gezocht naar nieuwe manieren om mensen met verschillende soorten pijn te leren hoe ze hier mee om moeten gaan. Dit wordt dan ontwikkeld tot bepaalde programma's die speciaal ontwikkeld zijn voor de pijnbehandeling van onder andere een whiplash, CVS en CANS.

## Onderwijscentrum Roessingh (OCR)

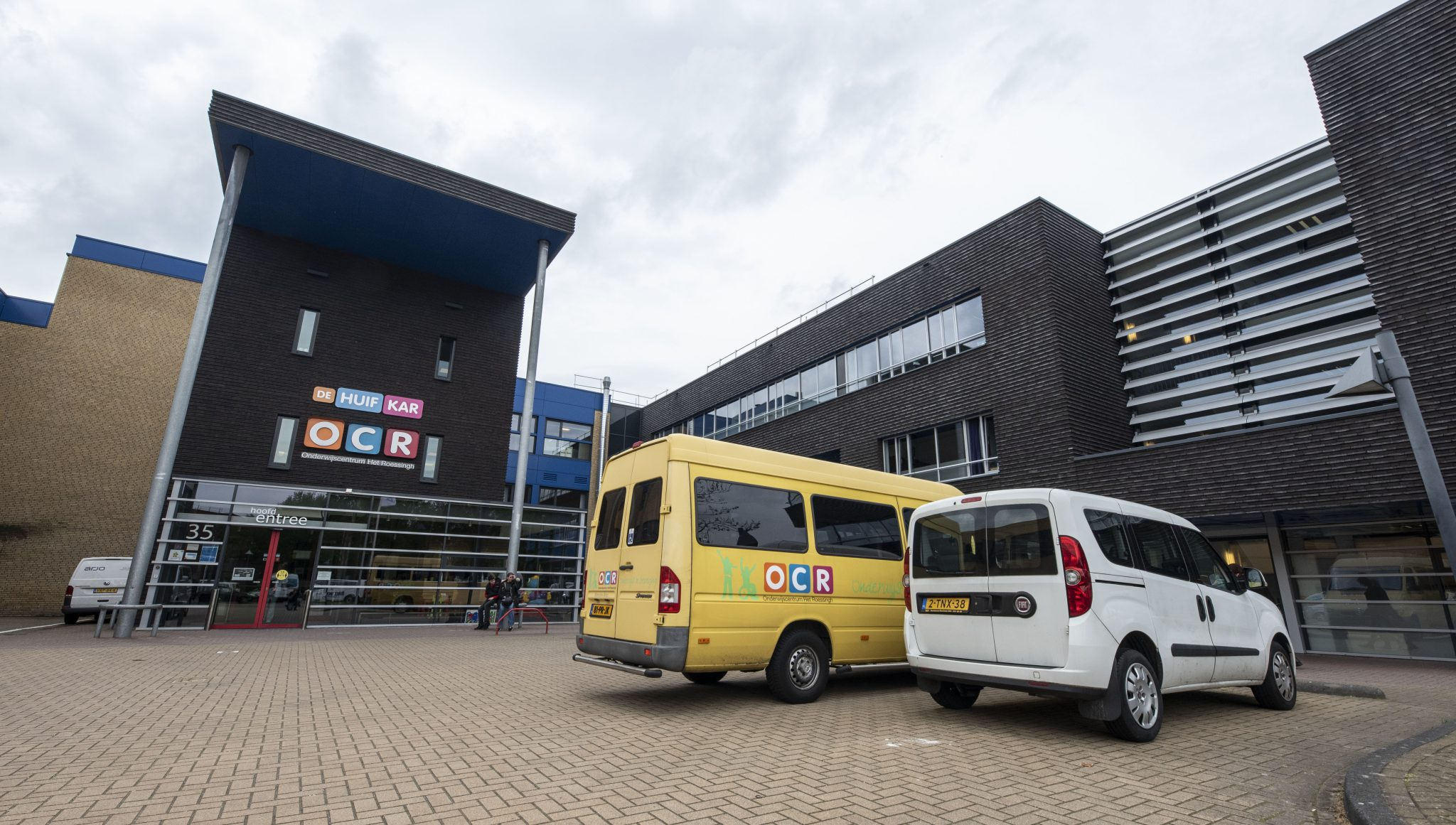
Ingang OCR

Revalidatiecentrum Roessingh werkt nauw samen met Onderwijscentrum Roessingh (OCR), dat ook op Roessinghterrein gelegen is. Het OCR is een school voor leerlingen met een lichamelijke beperking of meervoudige handicap die aangepast onderwijs en revalidatie nodig hebben. In 1957 werd Roessingh opgericht als Mytylschool Twente. Doordat de school in hetzelfde gebouw zit als revalidatiecentrum, is het mogelijk dat leerlingen tussen de lessen door een revalidatiebehandeling volgen. Hier wordt veel gebruik van gemaakt. De school biedt onderwijs voor leerlingen van 3 tot 20 jaar.
Naast onderwijs biedt Onderwijscentrum Roessingh ook ambulante begeleiding. Kinderen en hun ouders die van het OCR naar het reguliere onderwijs gaan, worden daarbij ondersteund door ambulante begeleiders. Zo krijgen kinderen met een beperking de mogelijkheid om van het reguliere onderwijs gebruik te maken.
Op het OCR zijn de volgende onderwijsafdelingen: de mytylschool, de tyltylschool, het vso en de afdeling Leerlingenzorg. De afdeling VSO is wegens ruimtegebrek vorig schooljaar verhuisd naar een nieuwe locatie.

### Mytylonderwijs
Het mytylonderwijs is onderwijsstroming bestemd voor leerlingen met een lichamelijke beperking en voor leerlingen die naast hun lichamelijke beperking ook moeilijk lerend zijn. De leerlingen zitten in de leeftijdsfase van 4 tot en met 12 jaar. Het doel van het onderwijs op een Mytylschool is het voorbereiden op het volgen van het vervolgonderwijs of een beroepsopleiding. Het gemiddelde aantal leerlingen in een Mytylklas is 12 leerlingen. De meeste van deze leerlingen stromen door naar het VSO, afdeling diplomagerichtonderwijs.

### Tyltylonderwijs
Het tyltylonderwijs is bestemd voor leerlingen met een meervoudige handicap. Dit zijn leerlingen, die naast hun lichamelijke handicap ook zeer moeilijk lerend zijn. Het doel van het Tyltylonderwijs is zorgen dat de leerlingen leren zichzelf kunnen redden, en dus minder gebonden zijn. Ook de Tyltylschool heeft leerlingen van 4 tot en met 12+ jaar. De klassen zijn er over het algemeen kleiner dan in het Mytylonderwijs. De meeste leerlingen van het Tyltylonderwijs stromen door naar de afdeling Praktijk onderwijs van het OCR op het VSO.

### Voortgezet Speciaal Onderwijs (VSO)
Het Onderwijscentrum Roessingh biedt naast basisonderwijs ook voortgezet onderwijs. Dit is opgedeeld in twee afdelingen; praktijkonderwijs en diplomagericht onderwijs.
In het praktijkgerichte onderwijs wordt ervoor gezorgd dat een leerling een zo groot mogelijke kans op arbeid krijgt. Leerlingen die worden toegelaten hebben een leerachterstand van 3 of meer jaren, of een IQ tussen 60 en 75/80. Het praktijkonderwijs leidt niet tot een diploma. De leerlingen worden er voorbereid op het uitoefenen van werkzaamheden, en krijgen de mogelijkheid om dit via praktijkgerichte stages te leren. De leeftijd van de leerlingen op het praktijkonderwijs ligt tussen de 13 en 20 jaar.
De andere afdeling van het vso is het diplomagerichte onderwijs. Hier krijgen leerlingen vanaf 12 jaar les op het niveau van het vmbo en de havo. Daarnaast is er binnen de afdeling ook een beroepsopleiding tot en met MBO-niveau. Er worden voor het VMBO/havo onderwijs vakkenpakketgerichte vakken gegeven als  economie, wiskunde, Duits, Maatschappijleer, Biologie, Engels en Nederlands. Daarnaast worden er beroepsgerichte vakken gegeven die bedoeld zijn voor de VBO en mbo-opleidingen. het profieldeel hiervoor is: Economie en Ondernemen

### Leerlingenzorg
Binnen de afdeling leerlingenzorg werken interne begeleiders, revalidatieartsen, psychologen, orthopedagogen en logopedisten samen om de leerlingen een goede schoolperiode te verzorgen. De afdeling coördineert alles wat te maken heeft met leerlingenzorg: van instroom, doorstroom, tot en met uitstroom binnen de school. Ook wordt het leerproces van de leerlingen en de leerlingen zelf door de leerlingenzorg bijgehouden.

## Trivia
- Er wordt op Roessingh de mogelijkheid geboden om aangepast te sporten, onder andere in een manege en een zwembad.
- Roessingh heeft een eigen autorijschool, waarin les wordt gegeven aan mensen met beperking(en) die niet in een normale auto kunnen rijden.
- Samen met de ZGT Hengelo en de ZGT Almelo is aan Roessingh de opleiding tot revalidatiegeneeskundige verbonden.
- Enkele bekende Nederlanders hebben korte of langere tijd in Roessingh gerevalideerd, waaronder Koos Alberts en Gerda Havertong.